# Floscopa glabrata
Floscopa glabrata är en himmelsblomsväxtart som först beskrevs av Carl Sigismund Kunth, och fick sitt nu gällande namn av Justus Carl Hasskarl. Floscopa glabrata ingår i släktet Floscopa och familjen himmelsblomsväxter.

## Underarter
Arten delas in i följande underarter:
- F. g. glabrata
- F. g. glandulosus
- F. g. hirsuta